# Município de Athens (condado de Athens, Ohio)
Localização do Ohio nos E.U.A.
O município de Athens (em inglês: Athens Township) é um município localizado no condado de Athens no estado estadounidense de Ohio. No ano 2010 tinha uma população de 30473 habitantes e uma densidade populacional de 317,59 pessoas por km².

## Geografia
O município de Athens encontra-se localizado nas coordenadas 39° 19′ 44″ N, 82° 07′ 25″ O. Segundo a Departamento do Censo dos Estados Unidos, o município tem uma superfície total de 95.95 km², da qual 94.72 km² correspondem a terra firme e (1.28%) 1.23 km² é água.

## Demografia
Segundo o censo de 2010, tinha 30473 pessoas residindo no município de Athens. A densidade de população era de 317,59 hab./km².